# Emil Kornbeck
Emil Kornbeck (* 1818; † 1859) war ein württembergischer Maler.
Er wurde am 2. November 1840 an der Akademie der Bildenden Künste München immatrikuliert. Er porträtierte 1858 bis etwa 1860 Jacob David Mögling, Heinrich Eduard Siegfried Schrader und zwei weitere Professoren der Universität Tübingen, deren Bildnisse heute noch in der dortigen Professorengalerie erhalten sind:

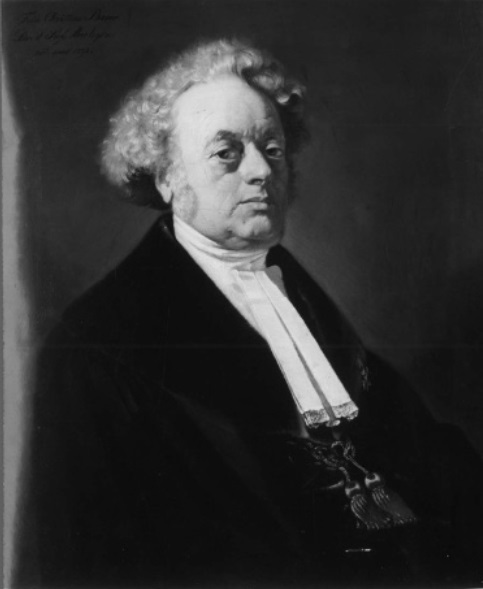
Ferdinand Christian Baur
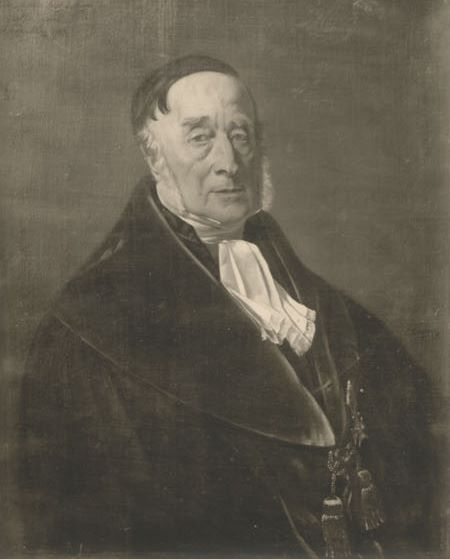
Samuel Marum Mayer